# Ричард Софист
Ричард Софист (англ. Richard the Sophister, лат. Richardus Sophista) — английский францисканский теолог, философ и логик. Преподавал в Оксфорде во второй четверти XIII века. Автор произведения, включавшего в себя свыше трехсот софизмов. Предполагают, что это собрание задач использовалось несколько десятилетий в некоторых средневековых университетах в конце XIII — начале XIV вв. Составление этой коллекции относят к 1230—1240 гг. Наиболее ранние ссылки на этот текст датируются концом XIII века. Его упоминают Вальтер Бурлей, Уильям Оккам, Адам Вудхэм и др. Есть основания полагать, что произведение пользовалось популярностью, несмотря на то, что анализ Ричардом Софистом этих «логических загадок» по сравнению с анализом, осуществлённым другими его современниками, некоторым исследователям представляется весьма простым.
Известны семь манускриптов, датируемых концом XIII — началом XIV века. Только два из семи известных манускриптов сохранились полностью. Остальные пять находятся в различной степени фрагментации. Список софизмов из предварительного издания текста опубликовал П. Стревеллер (1, с. 154—167). Существует работа, затрагивающая проблему сопоставления «софизмов» западноевропейского средневековья и высказываний представителей древнекитайской школы имён (мин цзя).

## Сочинения
- Richard Rufus of Cornwall, In Aristotelis De Generatione et corruptione, edited by Rega Wood and Neil Lewis, 'Auctores Britannici Medii Aevi', New York: Oxford University Press, 2004.
- Richard Rufus of Cornwall, In Physicam Aristotelis, edited by Rega Wood, 'Auctores Britannici Medii Aevi', New York: Oxford University Press, 2011.